# Бестамакский сельский округ
Бестамакский сельский округ (каз. Бестамақ селолық округі) — административно-территориальное образование в Алгинском районе Актюбинской области.

## Населённые пункты
В состав Бестамакского сельского округа входит 2 села: Бестамак (3332 жителя), Бескоспа (318 жителей).

## Население

### Динамика численности
| Численность населения | Численность населения | Численность населения |
| 1989                  | 1999                  | 2009                  |
| --------------------- | --------------------- | --------------------- |
| 2913                  | ↘2664                 | ↗3650                 |

### Численность населения[2][3][1]
| № | Населённый пункт | Перепись населения 1989 | Перепись населения 1999 | Перепись населения 2009 |
| - | ---------------- | ----------------------- | ----------------------- | ----------------------- |
| 1 | с. Бестамак      | 2296                    | 2343                    | 3332                    |
| 2 | с. Бескоспа      | 617                     | 321                     | 318                     |
|   | Всего            | 2913                    | 2664                    | 3650                    |